# مارك لوفي
مارك لوفي (Marc Levy) (ولد في 16 أكتوبر 1961) هو روائي فرنسي.
ولد لوفي في بولون-بيانكور، هوت دو سين. بعمر 18 سنة، التحق بالصليب الأحمر الفرنسي حيث صرف ستة سنوات. بالتوازي، درس الإدارة و الحواسيب في جامعة باريس- دوفين.
في عام 1983، أنشأ شركة متخصصة في رسومات الحاسوب في فرنسا والولايات المتحدة الأمريكية. في عام 1989، خسر سيطرة الأغلبية على المجموعة واستقال، بادئًا مجددا من سكراتش. حيث أنشأ بعدها شركة تصميم داخلي و بناء بالشراكة مع اثنين من أصدقائه.

## بيبليوغرافيا
- و إذا ما كان صحيحا، 2000 (تحول لفيلم عام 2005)
- إيجادك، 2001 (اقتبس منه للتلفاز عام 2007)
- سبعة أيام لأبدية، 2003
- في حياة أخرى، 2004
- رؤيتكم مجددا، 2005
- لندن حبي، 2006 (تحول لفيلم عام 2008)
- أطفال الحرية، 2007
- كل تلك الأشياء التي لم نقلها، 2008
- أول يوم، 2009
- أول ليلة، 2009 (تتمة أول يوم)
- سارق الظل، 2010
- الرحلة الغريبة للسيد دالدري، 2011
- إعادة، 2012
- أقوى من الخوف، 2013
- فكرة أخرى للسعادة، 2014
- هي و هو، 2015

## فيلم قصير
- رسالة نبيلة (La Lettre de Nabila) من إخراج منظمة العفو الدولية، مقتبس من قصة قصيرة كتبها مارك لوفي و صوفي فونتانيل.

## روابط خارجية
- مارك لوفي على موقع IMDb (الإنجليزية)
- مارك لوفي على موقع ألو سيني (الفرنسية)
- مارك لوفي على موقع ميوزك برينز (الإنجليزية)
- مارك لوفي على موقع أول موفي (الإنجليزية)
- مارك لوفي على موقع قاعدة بيانات الأفلام السويدية (السويدية)
- مارك لوفي على موقع ديسكوغز (الإنجليزية)
- مارك لوفي على موقع قاعدة بيانات الفيلم (الإنجليزية)
- مارك لوفي على موقع كينوبويسك (الروسية)

- الموقع الرسمي